# Župnija Kamnje
Župnija Kamnje je rimskokatoliška teritorialna župnija dekanije Vipavska škofije Koper.

## Sakralni objekti
- župnijska cerkev sv. nadangela Mihaela
- podružnična cerkev sv. Marjete
- podružnična cerkev Marijinega vnebovzetja
- podružnična cerkev sv. Pavla